# منتخب هولندا تحت 20 سنة لكرة القدم
منتخب هولندا تحت 20 سنة لكرة القدم (بالهولندية: Nederlands voetbalelftal onder 20)‏ هو ممثل هولندا الرسمي في المنافسات الدولية في كرة القدم في فئة كرة قدم تحت 20 سنة للرجال، يديريه الاتحاد الملكي الهولندي لكرة القدم.